# Jesenské (okres Rimavská Sobota)
Jesenské (maďarsky Feled) je obec na Slovensku, v okrese Rimavská Sobota v Banskobystrickém kraji. Obec leží v jihozápadní části Rimavské kotliny, 10 km jižně od Rimavské Soboty. Východním okrajem území obce protéká řeka Rimava, do které se jižně od obce vlévá Gortva.
Žije zde přibližně 2 300 obyvatel. V roce 2001 se 57 % obyvatel hlásilo k maďarské národnosti..

## Historie
První písemná zmínka o obci s názvem Feled pochází z roku 1274. Postupně se název měnil; v roce 1773 se uvádí jako Feledincze.. V roce 1920 Feled a Veledin. V roce 1927 Feledince. V letech 1938 až 1945 byla obec v důsledku První vídeňské arbitráže přičleněna k Maďarskému království. V roce 1948 byl název obce změněn na Jesenské, podle slovenského básníka a spisovatele Janka Jesenského.

## Pamětihodnosti
- Římskokatolický kostel Navštívení Panny Marie, jednolodní původně barokní stavba z let 1730-1737 s půlkruhovým ukončením presbytáře a představenou věží.
- Reformovaný kostel z roku 1898, jednolodní neoklasicistní stavba na půdorysu čtverce s představenou věží,  Stojí na místě staršího středověkého kostela.
- Pozdně barokní kúrie  z druhé poloviny 18. století, jednopodlažní jednotraktová stavba na půdorysu obdélníku.
- Klasicistická kúrie z 50. let 19. století, jednopodlažní dvoutraktová stavba na půdorysu obdélníku, s mansardovou střechou.

## Školství
- Základní škola Janka Jesenského s vyučovacím jazykem slovenským
- Základní škola Viktora Szombathyho s vyučovacím jazykem maďarským[3]
- Mateřská škola
- Základní umělecká škola Jesenské

## Doprava
Přes Jesenské prochází silnice II/571 a železniční trať Zvolen – Košice, na kterou se zde připojuje železniční trať Brezno – Jesenské.

## Partnerská města
- Pétervására, Maďarsko